# Vostok 3
Vostok 3 (Восток 3) byla sovětská vesmírná mise v programu Vostok, která vynesla kosmonauta Andrijana Nikolajeva na oběžnou dráhu. Mise Vostok 3 a Vostok 4 startovaly den po sobě a poprvé v historii se na oběžné dráze nacházely dvě kosmické lodě současně, což umožnilo sovětskému řídícímu středisku naučit se zvládnout i takovýto scénář.

## Údaje o lodi
Kosmická loď Vostok 3 byla lodí jednomístnou, dlouhou asi 5 metrů, o průměru 2,3 metru. Její hmotnost byla 4722 kg. Do katalogu COSPAR byla zařazena s označením 1962-036A.

## Posádka
- Andrijan Nikolajev

### Záložní posádka
- Valerij Bykovskij

## Průběh letu
Loď odstartovala na stejnojmenné raketě z kosmodromu Bajkonur v Kazachstánu. Kosmonaut Andrijan Nikolajev na palubě Vostoku 3 hlásil zpozorování lodě Vostok 4 poté, co vstoupila na oběžnou dráhu hned vedle něj. Kosmonauti na palubách obou lodí také poprvé v historii komunikovali mezi sebou rádiem. Poslední prvenství lodě Vostok 3 bylo, že Nikolajev poprvé fotografoval Zemi z oběžné dráhy na barevný fotografický film. Mise trvala celkem 94 hodin a 10 minut a loď uskutečnila 64 obletů zeměkoule. Byla pátou kosmickou lodí ze Země. Nikolajev se volně pohyboval v kabině bez nepříjemných pocitů. Měl přidělený volací znak Sokol. Přistál po třech dnech letu na padáku. u města Karkaralinsk v Karagandské oblasti SSSR. Návratová kabina přistála na svém padáku také.